# Koning Arthur
Koning Arthur (ook Artur of Artus) is een figuur uit de Keltische legenden en de middeleeuwse hoofse literatuur, wiens historiciteit niet vaststaat. Hij is de centrale figuur in de Arthur-legenden. In vroege Welshe teksten wordt hij nergens koning genoemd, maar dux bellorum (leider van de strijd), en middeleeuwse teksten noemen hem vaak amerauder (heerser).

## Historische Arthur
Volgens sommige door historici min of meer betrouwbaar geachte bronnen was Arthur een Romano-Britse legeraanvoerder die tijdelijk een halt toeriep aan de veroveringen van de Angelsaksen in het Brittannië van de zesde eeuw, nadat de Romeinse legioenen die provincie hadden verlaten. Van Arthur wordt beweerd dat hij meerdere slagen heeft gewonnen tegen de Saksen, waarvan de slag bij Mons Badonicus omstreeks het jaar 500 de bekendste is. Zeker is dat rond deze tijd inderdaad een heropleving van de Britse (tegenover de Angelsaksische) macht in Engeland plaatsvond; hoeveel daarvan aan Arthur moet worden toegeschreven, is echter niet meer dan giswerk.
Sommigen identificeren Arthur met ene Riothamus, een "Bretonse koning" die tijdens de regering van de Romeinse keizer Anthemius leefde. Helaas is over Riothamus weinig bekend; het is zelfs niet zeker of "Bretonse koning" refereert aan een koning van Brittannië of van Armorica; de oude naam van Bretagne.
Andere historici stellen dat er geen bewijs is dat Arthur daadwerkelijk heeft bestaan. Zo zijn er geen eigentijdse bronnen die hem noemen, maar bronnen uit deze periode zijn sowieso vrijwel afwezig. Veelal wordt als argument aangehaald dat een andere Romeinse Brit, misschien Ambrosius Aurelianus, de leider was in de oorlog tegen de Saksen in de slag bij Mons Badonicus. Deze historici stellen dat Arthur gebaseerd kan zijn op Lucius Artorius Castus, een Romein uit de tweede eeuw.

## Bronnen

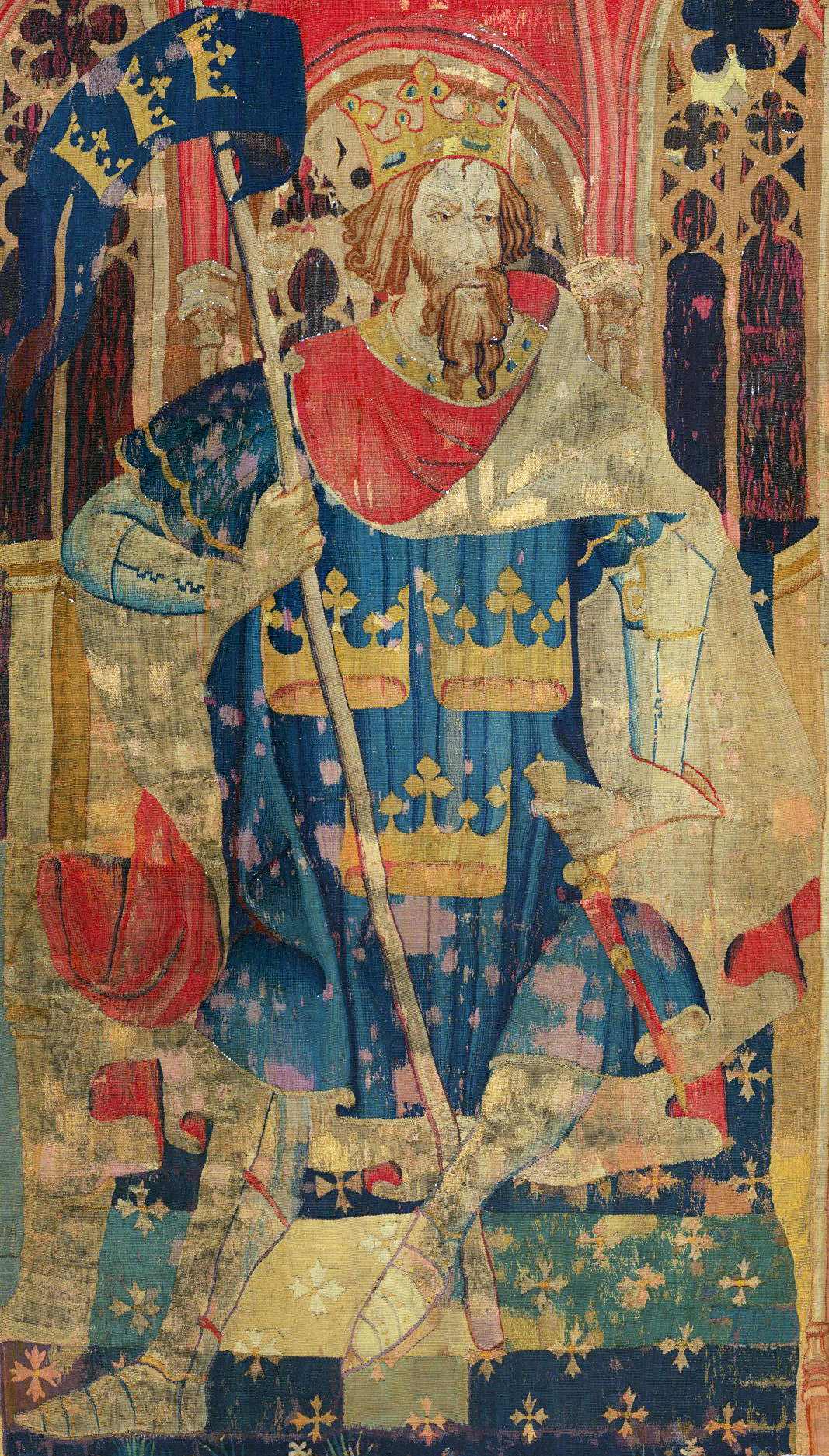
Koning Arthur (ca. 1385, tapijt)

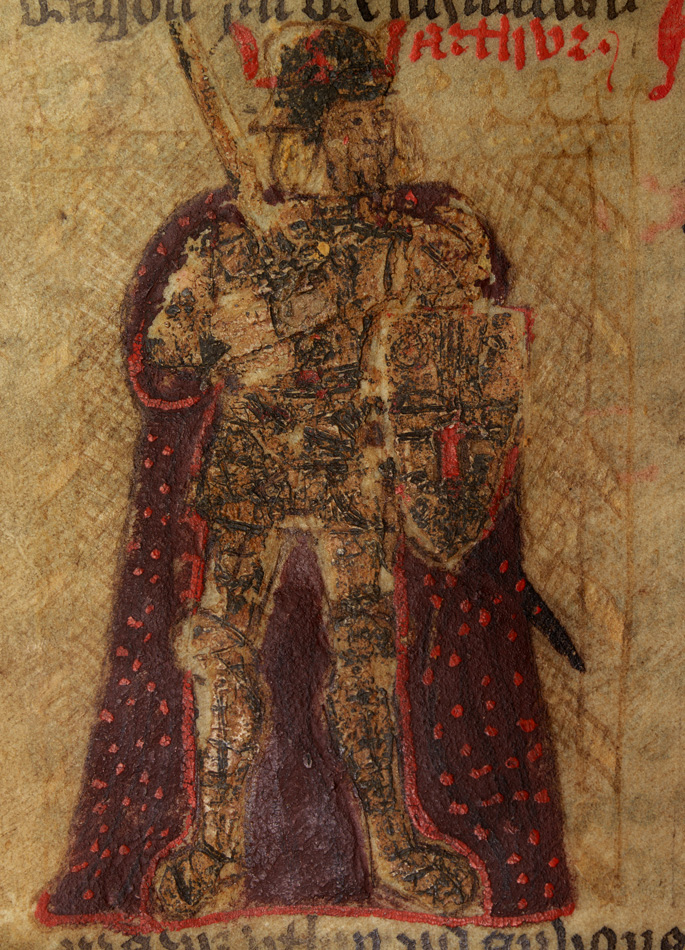
Koning Arthur (ca. 15e eeuw)

### Vroege Arthur-verhalen
Arthur wordt het eerst genoemd in Welshtalige literatuur. In een vroeg Welsh gedicht, Y Gododdin van de dichter Aneirin (7e eeuw), vinden we over Gwawrddur: 'Hij gaf de raven te eten, al was hij niet Arthur'. Dit gedicht echter, is in de loop der tijd gewijzigd en aangevuld, en het is niet zeker of de bedoelde regel een latere aanvulling is.
Arthur wordt ook in het Welshe Boek van Taliesin genoemd, bijvoorbeeld De zetel van de heerser refereert aan Arthur de gezegende. In andere gedichten komen zinsnedes voor als de moed van Arthur, wij gingen met Arthur in zijn grootse daden en zoals bij de slag bij Badon met Arthur, gever van feesten, met zijn zwaarden rood van de strijd, zoals allen herinneren".

### De Historia Britonum
Rond 830 schreef de monnik Nennius zijn Historia Britonum. Over dit werk wordt gezegd dat het een samenvoeging is van vroege legendes en geschiedenissen uit Wales. In dit boek wordt Arthur 'leider in de strijd' genoemd, en niet koning: "Toen streed Arthur tegen hen in die dagen met de koningen van de Britten, maar hij was zelf de leider in de strijd (dux bellorum)."
Twee verschillende bronnen die Nennius gebruikte refereren aan twaalf slagen waarin Arthur zegevierde, te weten
- De eerste slag was aan de riviermonding van de Glein (zuiver, helder),
- De tweede, derde, vierde en vijfde aan de rivier de Dubglas (zwart-groen) in het district Linnuis, misschien van Lindum (Lincoln) of Lindum in het gebied van Loch Lomond. Misschien komt lininuis van Lindinienses, het volk rond Lindinis (Ilchester), waar op 20 mijl afstand twee rivieren met de naam Dubglas stromen.
- De zesde slag aan de rivier Bassas.
- De zevende in het Bos van Caledon (Cat Coit Celidon), Coit Celidon lag waarschijnlijk in de Southern Uplands.
- De achtste in Fort Guinnion, waar Arthur het beeld van Maria op zijn schouders droeg, misschien was schouder (scuid) een verkeerde vertaling van schild (scuit) en had Arthur de beeltenis van Maria op zijn schild.
- De negende in de Stad van het Legioen (in urbe Legionis), Chester of Caerleon.
- De tiende aan de oever van de Tribuit.
- De elfde op de berg Agned of Breguoin, misschien van het Romeinse fort van High Rochester Bremenium of Breguein van Bravonium (Leintwardine in Herefordshire).
- De twaalfde slag bij Mons Badonicus, misschien op een van de heuvels die uitkijken over Bath (Badum, Caer Vadon) In deze slag zou Arthur persoonlijk 960 vijanden hebben gedood, misschien een Welshe poëtische, overdrijvende frase als drie maal driehonderd en drie maal twintig.

Misschien was het oorspronkelijke Welshe gedicht een lofzang gericht aan Arthur zelf, omdat de laatste slag van Camlann er niet in wordt genoemd. Het is bijna ondenkbaar dat zijn ondergang niet werd genoemd als de tekst van ná zijn dood zou dateren.

### De Annales Cambriae
De Annales Cambriae vertellen over de slag van Badon in 518 (jaar 72 volgens de Britse jaarboeken van Pasen, British Easter Annals): “De Slag van Badon waarin Arthur op zijn schouders drie dagen en drie nachten lang het kruis droeg van Onze Heer Jezus Christus en de Britten waren overwinnaars.” Arthur sneuvelde in de slag bij Camlann in 539 (jaar 93): “De strijd van Camlann waarin Arthur en Mordred ten onder gingen. En er was pest in Brittannië en Ierland.”

### Culhwch en Olwen
In dit verhaal uit Wales verschijnt Culhwch aan zijn hof om hulp bij het dingen naar de hand van Olwen. Arthur, die als familielid wordt genoemd, gaat akkoord, en vervult de wensen van Olwens vader, de reus Ysbadden, waaronder de jacht op het enorme everzwijn Twrch Trwth.

### De Vitae uit Wales
Arthur maakte zijn opwachting in hagiografieën (Vitae) van heiligen uit Wales. In de levensbeschrijving van Illtud bijvoorbeeld wordt hij genoemd als neef van die heilige. In veel van deze verhalen wordt Arthur als onverschrokken krijger neergezet en niet per definitie als de nobele held zoals wij hem kennen. Volgens de Welshe biografie van Gildas, geschreven in de 11e eeuw door Caradoc of Llancarfan, werd Gildas' broer Hueil, een piraat van het eiland Man, door Arthur gedood.

## De opgraving in Glastonbury
In 1191 beweerden monniken van de Abdij van Glastonbury de lichamen van Arthur en zijn vrouw Guinevere ten zuiden van de Lady Chapel (Vrouwenkapel) te hebben opgegraven. De kroniekschrijver Ralph van Coggeshall, die tijdgenoot was, heeft de opgraving overgeleverd en er zijn twee verslagen over van Giraldus Cambrensis, die in 1192 en 1193 Glastonbury bezocht en de botten zag. Ook is er 'de geschiedenis van de abdij' uit 1291 van Adam van Domerham, een monnik van de Glastonbury abdij, die vermoedelijk als bron mondelinge overleveringen gebruikte. De schrijvers zijn het er over eens dat de lichamen tussen twee piramiden werden gevonden en vergezeld gingen van een loden kruis onder het deksel van de kist. Ze waren het onderling niet eens over de reden van de ontdekking, over de kist en de inscriptie op het kruis. Volgens Ralph betrof het 'een zeer oude sarcofaag', volgens Giraldus lagen de lichamen in een 'uitgeholde eik'. Volgens Ralph stond er op het kruis: 'Hier ligt de beroemde koning Arthur, begraven op het eiland Avalon', terwijl Geraldus, die het kruis zelf had gezien, een andere woordvolgorde gebruikte en eraan toe voegde 'met Guinevere zijn tweede vrouw'. Hij schrijft ook over een lok blond haar, dat uiteenviel toen het werd opgepakt.
Zowel de lichamen als het kruis zijn er tegenwoordig niet meer. In 1192-3 werd er een tombe gebouwd voor de botten. De tombe werd in 1278 in tegenwoordigheid van Edward I en koningin Eleanor geopend en de botten werden naar een meer bewerkte tombe overgeplaatst voor het hoogaltaar van Glastonbury. Tijdens de Reformatie werd deze tombe in stukken gebroken en werden de botten vergruizeld. Het kruis werd door John Leland nog rond 1542 gezien. Zijn versie van de inscriptie in zijn Assertio (1544) komt overeen met dat van Geraldus, op de toevoeging van Guinevere na. In de zesde uitgave van Britannia (1607) van Camden was een uitvouwbare pagina toegevoegd met daarop een tekening van het kruis van 6 bij 7 à 8 inch lang, misschien op ware grootte. In de 18e eeuw was het kruis nog in Wells, maar daarna is het verdwenen. De letters zijn niet van Arthurs tijd, maar van de 10e of 11e eeuw.
Hier volgt een hypothese, zoals vermeld in Leslie Alcocks Arthur's Britain: Als Arthur in Glastonbury begraven was na de Slag van Camlann zou zijn graf waarschijnlijk zijn gemarkeerd met een rechtopstaande steen met een tekst: 'Hier ligt Arthur begraven'. In de jaren na 945 sloot St Dunstan de abt van Glastonbury de antieke begraafplaats af met een stenen muur en maakte het gebied met de grond gelijk met een laag klei. Deze laag werd gevonden boven de vloer van het mausoleum, dat daarom vóór die tijd moet zijn afgebroken, misschien door St Dunstan. Misschien werd toen ook Arthurs grafsteen weggehaald, maar om het graf toch te markeren kan in het graf het loden kruis zijn gelegd met op de inscriptie de toevoeging 'inclitus rex' (beroemde koning) en 'in insula avalonia' (op het eiland van Avalon).
Archeologisch onderzoek heeft de plek van de opgraving vastgesteld. De beschrijving van de 12e-eeuwse historicus William van Malmesbury verduidelijkte dat de piramiden in werkelijkheid staande kruisen waren van vier en vijf stages hoog. In 1962 werd er een put gevonden rond vijf voet doorsnee, waaruit een groot kruis kan zijn weggehaald. Tien voet er vandaan waren sporen van een vroege mausoleum, dat al was afgebroken in de 10e eeuw. Tussen de put en het mausoleum was er een groot gat gegraven dat kort daarna in de jaren 80 en 90 van de 12e eeuw weer was opgevuld. De datering komt van stukjes steen van de 'Doulton steen', die enkel gebruikt werd voor de oprichting van de Vrouwenkapel. Uit dit gat zouden de lichamen van Arthur en Guinevere in 1191 zijn opgegraven.
Over het algemeen wordt aangenomen dat de vondst van de monniken vals is. Een politiek motief was volgens Geraldus dat koning Henry II met het opgegraven lichaam wilde bewijzen dat Arthur níet was opgestaan in de persoon van zijn kleinzoon Arthur I van Bretagne, wat opstandige Keltische volken had geïnspireerd bij hun oproer. Een financieel motief zou zijn, dat de monniken, die bezig waren met het herstellen van de brandschade, die in 1184 was ontstaan, fondsen wilden werven door pelgrimstochten naar het klooster te stimuleren. De vraag waarom Arthur volgens beide motieven met Glastonbury werd geassocieerd is niet beantwoord, tenzij er reeds vanuit de traditie een verband bestond tussen Arthur en Glastonbury. Of de opgraving vals of authentiek is kan niet worden vastgesteld.

## De legende volgens Geoffrey of Monmouth
In de twaalfde eeuw bracht de geschiedschrijver Geoffrey of Monmouth (ca. 1090/1100 - 1154/1155) voor het eerst de legenden van Merlijn en Arthur samen. Reeds in 1135 had Geoffrey zijn Vita Merlini over het leven van de legendarische tovenaar Merlijn geschreven. In zijn Historia regum Britanniae (ca. 1138 voltooid) creëerde hij de Arthur-mythe en maakte van Arthur een nationale held van de Britten, een legendarische geschiedenis van de koningen van Brittannië.
Volgens Geoffrey was Arthur de zoon van Uther Pendragon, die de zoon was van Constantijn. Constans en Aurelius Ambrosius waren Arthurs ooms. Arthur nam de kroon van zijn vergiftigde vader  op vijftienjarige leeftijd over. Hij werd gekroond door Dubrucius, de aartsbisschop van Caerleon. Hij bestreed en overwon de Angelsaksische leiders Colgrim, Baldulf en Cheldric  en de Picten en Schotten met hulp van zijn neef koning Hoel van Armorica (Bretagne) en Cador, de hertog van Cornwall. Daarna veroverde hij verschillende landen buiten Brittannië.

### Strijd tegen Saksen, Picten en Schotten
Arthur rukte met jonge krijgers op naar York en raakte slaags met Colgrims leger bij de rivier de Douglas. Arthur behaalde de overwinning en Colgrim vluchtte naar York, waar hij werd belegerd. Zijn broer Baldulf, die had gewacht op de aankomst van hertog Cheldric uit Germanië, wilde hem met 6000 man ontzetten. 's Nachts werd zijn leger door Cador met 600 ridders en 3000 infanteristen onderschept. Om toch met zijn broer te kunnen spreken, vermomde Baldulf zich als minstreel en kwam zo de stad York binnen. Ze vernamen dat Cheldric met 600 schepen in Alba (Schotland) was geland. Arthur trok zich terug in Londen en vroeg zijn neef Hoel, de zoon van Arthurs (half)zuster en koning Budicius, om hulp. Hoel landde in Southampton met 15000 man.
Samen trokken Arthur en Hoel naar Kaer Luidcoit in de provincie Lindsey, volgens Monmouth Lincoln, maar Lichfield in het Welsh. De stad werd door de Saksen belegerd. Bij de slag lieten 6000 Saksen het leven. Arthur achtervolgde de overlevenden naar het Woud van Celidon. Arthurs leger hakte bomen om en omsingelde de Saksen. Na drie dagen smeekten de Saksen om vrede. In ruil voor goud en zilver en met het achterlaten van gijzelaars mochten de Saksen per schip naar huis vertrekken. Maar ze maakten rechtsomkeert en landden in Totnes, bereikten het gebied van Badon en belegerden Bath. Arthur liet de gijzelaars ophangen en rukte op naar Bath. Zijn zieke neef Hoel liet hij achter in Alclud.
Bewapend met zijn gouden helm met draak op de top, de afbeelding van Maria op zijn schild Pridwen, zijn zwaard Caliburn (Excalibur), gesmeed op het eiland Avalon en zijn speer Ron (Rhongomyniad), trok Arthur ten strijde tegen de Saksen, die zich op een heuvel hadden verzameld. Arthur versloeg persoonlijk 470 man. De gebroeders Colgrim en Baldulf lieten bij deze slag bij Badon het leven. Cheldric wist echter te vluchten. Cador achtervolgde de overlevende Saksen en Arthur ging zelf naar Alclud waar Hoel door Picten en Schotten werd belegerd. Cador versloeg de Saksen op het eiland Thanet en Cheldric kwam daarbij om. Met de overlevende Saksen werd vrede gesloten. Cador sloot zich weer bij Arthur aan, die inmiddels Alclud had ontzet en de Picten en Schotten volgde naar het meer Loch Lomond met haar 40 eilanden.
Met een vloot belegerde hij zijn tegenstanders totdat zij na vijftien dagen bij duizenden van honger omkwamen. Gillamorius, koning van de Ieren, kwam hen te hulp, maar zijn leger werd afgeslagen. De geestelijken van de Picten en Schotten smeekten toen om amnestie. Arthur stond hen dat toe en gaf hen bovendien land ter beschikking. daarop keerde hij terug naar York, dat door de Saksen bezet was geweest en hij herstelde er de orde en stelde zijn kapelaan Piramus aan als nieuwe aartsbisschop van York, omdat Samson door de bezetters was verjaagd.
Arthur schonk Lothian en aanliggende landen aan zijn zwager Loth (de vader van Gawain en Mordred), die getrouwd was met zijn zuster Anna, Moray aan Urian en stelde Anguselus aan over de Schotten. Arthur huwde Guinevere, die van een nobele, Romeinse familie afstamde en aan het hof van Cador, de hertog van Cornwall, was opgegroeid.

### Wereldveroveraar
Vervolgens overwon Arthur Ierland, IJsland, Gotland, Orkney en schonk de troon van Noorwegen aan Loth, die de neef was van de overleden Noorse koning Sichelm. Ook Denemarken werd overwonnen. Arthur trok daarna tegen Gallië op en overwon op een eiland buiten de muren van Parijs de tribuun Frollo, die uit naam van keizer Leo regeerde. Na negen jaar hadden Arthur en Hoel heel Gallië overwonnen en keerden terug naar Brittannië.
Arthur hield een schitterend hof in Caerleon, waar iedereen naar toe trok. Toen verschenen er twaalf boodschappers van Lucius Hiberius, die Arthur sommeerden naar Rome te komen om zich te onderwerpen en belasting te betalen. Arthur besloot toen tegen Rome op te trekken en verzamelde meer dan tweehonderdzestigduizend man in Barfleur. Ze vonden meer dan vierhonderdduizend man van de vijand tegenover zich. In de vallei van Saussy kwam het tot een treffen en Lucius Hiberius sneuvelde. Als er geen boodschap was gekomen dat Mordred, zijn neef, de troon van Brittannië had overgenomen, was Arthur de Alpen overgestoken naar Rome. Maar nu keerde hij terug en versloeg Mordred in de slag bij Camlann in 542.. Zelf raakte Arthur dodelijk gewond en ging naar Avalon om zich te laten genezen.

## De legende volgens Thomas Malory

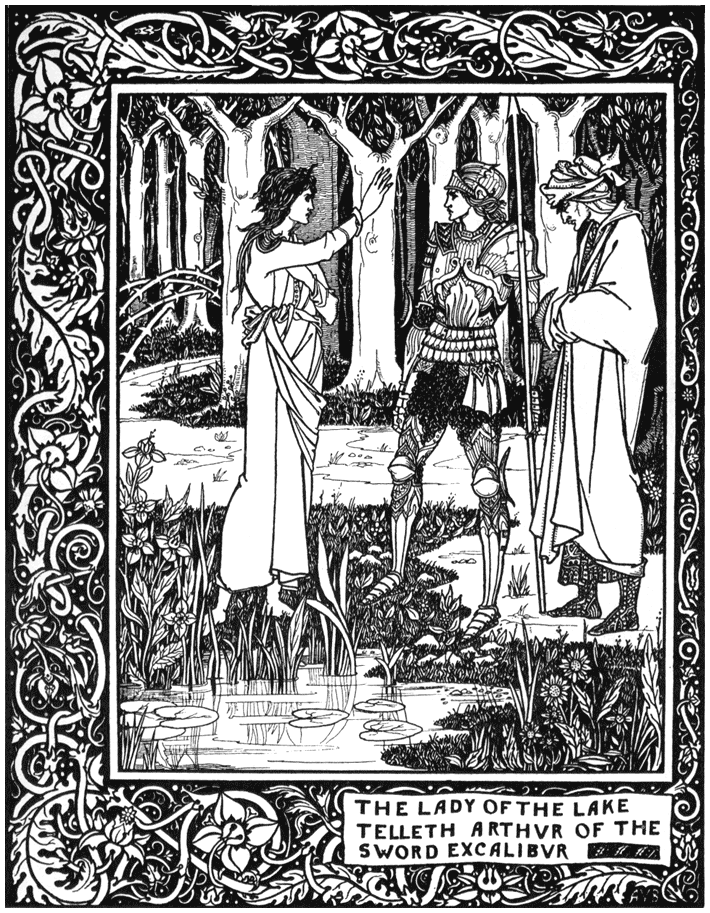
De Vrouwe van het Meer vertelt Arthur over Excalibur.

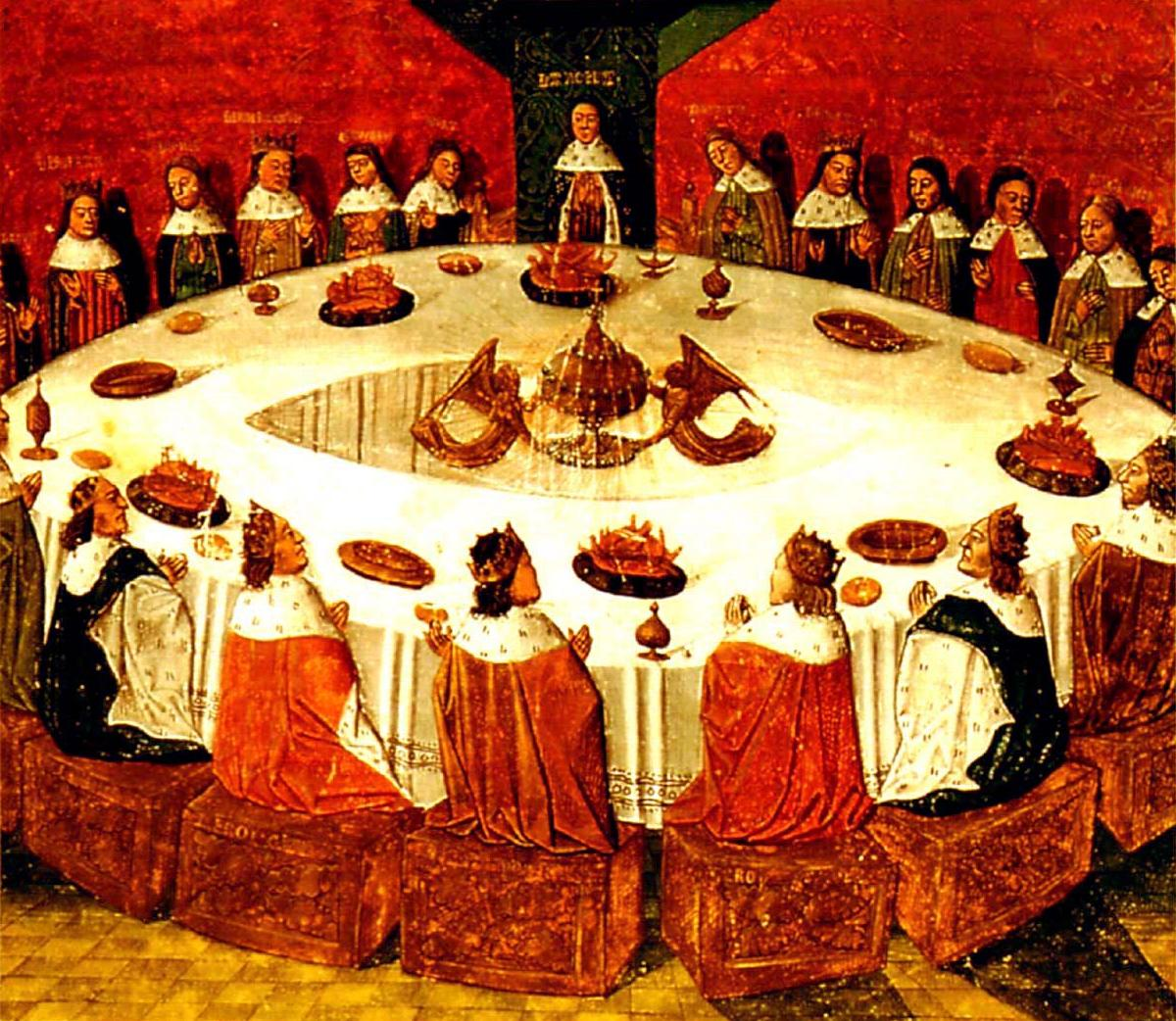
Koning Arthur en de Ridders van de Ronde Tafel

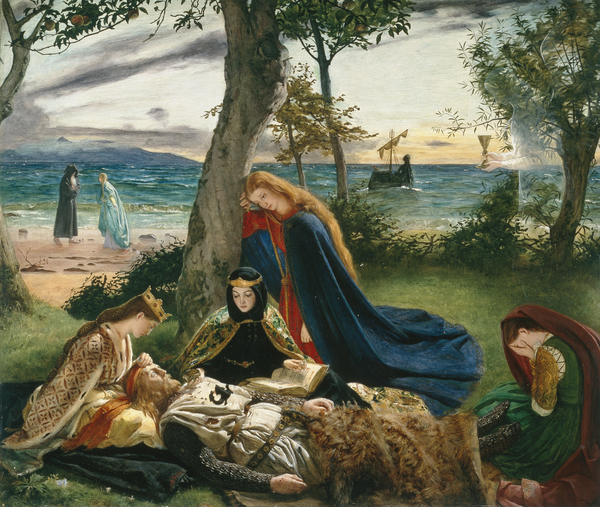
De dood van koning Arthur, geschilderd door James Archer

Later voegden Franse romanciers zoals Chrétien de Troyes de Heilige Graal, Lancelot en andere elementen toe. Arthur en zijn gevolg verschijnen ook in sommige lais van Marie de France, zoals Lanval. In het Duitse taalgebied ontstond de Parzival van Wolfram von Eschenbach. Bijna alle latere films en bewerkingen van de Arthurlegende gaan terug op het grote werk van Thomas Malory, Le Morte d'Arthur, uitgegeven in 1485. Twee belangrijke bewerkingen in boekvorm zijn die van T.H. White en Marion Bradley.
Arthur was de zoon van koning Uther Pendragon, een van de heersers in een sterk verdeeld Brittannië, en Igraine. Uther sneuvelde op het slagveld in een poging om Brittannië onder één koning te verenigen. Meteen daarop bracht de magiër Merlijn Arthur onder bij het hof van een lokale edelman, waar hij ongestoord kon opgroeien. Zo zorgde Merlijn voor Arthurs veiligheid.
Zonder koning was er grote onrust in Brittannië. Merlijn plaatste op het kerkhof van Londen een steen met daarop een aambeeld en daarin een zwaard. Merlijn vertelde dat degene die dit zwaard uit deze steen en dit aambeeld zou trekken, de wettig geboren koning van Brittannië was. Vele edelen probeerden het, maar tevergeefs. Brittannië had nog altijd geen koning. Op een dag moest de jonge Arthur een zwaard halen dat hij, als schildknaap van zijn adoptiebroer Sir Kay, vergeten was mee te nemen. Hij zag het zwaard uit het aambeeld steken en trok het er zonder moeite uit.
Veel edelen geloofden het nog niet en het land bleef in het begin van Arthurs regering nog verdeeld. Arthur versloeg zijn tegenstanders, waaronder enkele familieleden en verenigde de edelen. Tevens liet hij in deze tijd Camelot bouwen. Later zou Arthur zijn zwaard breken. Hij vroeg om een nieuw zwaard en kreeg het van de Vrouwe van het Meer. Dit zwaard heette Excalibur. Zolang Arthur de schede van Excalibur in zijn bezit had, zou hij geen verwondingen oplopen. Vlak voor hij stierf zou Arthur de opdracht geven het zwaard terug in het meer te werpen.
Hij trouwde met de schone Guinevere en als huwelijkscadeau kreeg hij een ronde tafel die hij als basis van zijn machtscentrum beschouwde. Aan de tafel was plaats voor twaalf ridders. Enkele namen zijn Walewein, Pellinore, Lancelot en Galahad. Niemand zit aan het hoofd, daarmee is dus iedereen gelijk en zal iedereen worden gehoord. Door de Ronde Tafel was het mogelijk het land beter te verdedigen en de Saksen te overwinnen. De belangrijkste queeste was echter het zoeken van de Heilige Graal. Galahad zou die uiteindelijk weten te vinden. Lancelot, de Eerste Ridder en daarmee de beschermheer van de koningin, wordt vaak gezien als vaderlijke held en hij is in veel andere verhalen te vinden.
Morgause, in de latere versie de zus van Morgana (Morgan Le Fey), kreeg een kind met haar halfbroer Arthur, Mordred genaamd. Zowel Morgause, Arthur als Morgana hadden Igraine als moeder. Igraine was eerst met Gorlois en later met Uther Pendragon getrouwd. In een andere versie was Morgana de moeder van Mordred en was Arthur dus zijn oom. De jongeman haatte Arthur en ontketende een oorlog. Tijdens afwezigheid van Arthur in Brittannië nam Mordred de macht over en probeerde te trouwen met Guinevere. Arthur keerde terug en ging de confrontatie aan. Arthur doodde Mordred, maar raakte daarbij zelf dodelijk gewond. Volgens sommige bronnen werd Arthur in een schip door Morgana naar Avalon vervoerd. Het einde van de legende was Arthurs belofte terug te zullen keren wanneer Brittannië in nood is.
Tijdens een lange afwezigheid van Arthur raakten Guinevere en Lancelot verwikkeld in een liefdesaffaire. Omdat iedereen gelijk was, moest Arthur Guinevere berechten als overspelige vrouw. Lancelot vluchtte. Arthur wist dat haar verwanten en Lancelot alles zouden doen om Guinevere te bevrijden. Daarom riep hij zijn ridders op om de brandstapel te bewaken. Gawain (Walewein) weigerde dat. Lancelot verscheen ten tonele en redde Guinevere van de executie, maar in het gevecht werden twee broers van Gawain gedood, Gaheris en Gareth. Nu ontstak Gawain in een zo grote woede dat hij Arthur dwong een oorlog tegen Lancelot te beginnen. Toen Arthur naar Frankrijk overstak, liet hij Guinevere bij Mordred achter. Deze wilde echter zelf met haar trouwen, om zo de troon te kunnen bestijgen. Dat leidde tot de fatale slag bij Camlann, waarbij Mordred sneuvelde, Arthur dodelijk gewond raakte en het koninkrijk ten onder ging.

## Versies van de legende
Schrijvers die de Arthurlegende hebben opgeschreven of gebruikt zijn onder andere:

### Middeleeuwen
- Nennius (eerste helft van negende eeuw)
- Gildas (elfde eeuw)
- Geoffrey van Monmouth (ca. 1090/1100 - 1154/1155)
- Chrétien de Troyes (ca. 1135/1140 - 1190)
- Gerald van Wales (ca. 1146 - ca. 1223)
- Wolfram von Eschenbach (ca. 1170 - 1220)
- Boek van Taliesin (eerste helft van veertiende eeuw)
- Thomas Malory  (ca. 1405 - 14 maart 1471)

### Recenter
- Marion Bradley: Mists of Avalon, vertaald als Nevelen van Avalon (1979)
- Robert Buchanan
- Thomas Campion
- Vera Chapman: Arthuriaanse trilogie
- Bernard Cornwell: Warlord-trilogie
- Louis Couperus: Het zwevende schaakbord
- Hal Foster: Prins Valiant
- Jaap ter Haar: Koning Arthur
- Giles Kristian: Lancelot, 2018
- Agave Kruijssen: Merlin, Lancelot, Walewein, Perceval en het geheim van de graal & het afscheid van Arthur
- Hubert Lampo: Arthur
- C.S. Lewis: Thulcandra of That hideous strength
- Nelly Montijn-de Fouw: Sagen van Koning Arthur en de Ridders van de Tafelronde
- Aprilynne Pike: Wings-trilogie: Wings, Spells, Illusions en Destiny
- Walter Scott
- John Steinbeck, The Acts of King Arthur and his Noble Knights (1976)
- Mary Stewart: Merlijn-trilogie: The Crystal Cave, The Hollow Hills, The Last Enchantment
- Geronimo Stilton: Het zwaard in de steen, De avonturen van koning Arthur
- Alfred Tennyson: Idylls of the King
- T. H. White: The Once and Future King en Het Boek Merlijn
- Mark Tijsmans: De Ridders van de Ronde Keukentafel

## Verfilmingen
Speelfilms, tekenfilms, opera en televisieseries die (deels) gebaseerd zijn op de Arthurlegende:
- A Connecticut Yankee in King Arthur's Court (1949)
- Knights of the Round Table (1953)
- Prince Valiant (1954)
- The Sword in the Stone (1963)
- Lancelot and Guinevere (1963)
- Camelot (1967)
- Arthur of the Britons (1974)
- Lancelot du Lac (1974)
- Monty Python and the Holy Grail (1975)
- Perceval le Gallois (1979)
- Excalibur (1981)
- Indiana Jones and the Last Crusade (1989)
- Guinevere (1994)
- First Knight (1995)
- A Kid in King Arthur's Court (1995)
- Dragonheart (1996)
- Prince Valiant (1997)
- Merlin (1998)
- Quest for Camelot (1998)
- The Mists of Avalon (2001)
- Merlin (Albéniz) (opera, wereldpremière) (2003)
- King Arthur (2004)
- Merlin's Apprentice (2006)
- The Last Legion (2007)
- Shrek the third (2007)
- Merlin (2008)
- Camelot (2010)
- Het Huis Anubis en de Vijf van het Magische Zwaard (2010)
- Avalon High (2010)
- Once Upon a Time (2011-2018, seizoen 5)
- King Arthur: Legend of the Sword (2017)